# Українські фільми 2000-х
Список українських фільмів 2000-2009 років.

## 2000
| Назва      | Режисер     | Виробник                                                                    | Головні актори                                                           | Жанр            | Мова стрічки | Примітки                 |
| ---------- | ----------- | --------------------------------------------------------------------------- | ------------------------------------------------------------------------ | --------------- | ------------ | ------------------------ |
| 2000       |             |                                                                             |                                                                          |                 |              |                          |
| Нескорений | Олесь Янчук | Олесь-фільм Український конгресовий комітет Америки Кіностудія ім. Довженка | Григорій Гладій Вікторія Малекторович Віктор Степанов Світлана Ватаманюк | Військова драма | українська   | Україна Ігровий (104 хв) |

## 2001
| Назва                          | Режисер        | Виробник                | Головні актори                                                                 | Жанр            | Мова стрічки         | Примітки |
| ------------------------------ | -------------- | ----------------------- | ------------------------------------------------------------------------------ | --------------- | -------------------- | --- |
| 2001                           |                |                         |                                                                                |                 |                      | |
| Вертикальна подорож            | Оксана Чепелик |                         |                                                                                |                 |                      | Україна Експериментальний                                                                                          |
| Молитва за гетьмана Мазепу     | Юрій Іллєнко   | Кіностудія ім. Довженка | Богдан Ступка Людмила Єфименко Микита Джигурда                                 | Історична драма | українська           | Україна Ігровий (154 хв) Останній фільм режисера Рейтинг «Найкращі українські фільми часів незалежності 1992–2011» |
| Вечори на хуторі біля Диканьки | Семен Горов    |                         | Ані Лорак Олег Скрипка Філіп Кіркоров Лоліта Мілявська Лідія Федосеєва-Шукшина | Мюзикл          | українська російська | Україна, Росія Телевізійний (145 хв)                                                                               |
| Хроніки від Фортінбраса        | Оксана Чепелик |                         |                                                                                |                 |                      | Україна Експериментальний                                                                                          |

## 2002
| Назва                             | Режисер        | Виробник | Головні актори | Жанр | Мова стрічки | Примітки                                                                           |
| --------------------------------- | -------------- | -------- | -------------- | ---- | ------------ | ---------------------------------------------------------------------------------- |
| 2002                              |                |          |                |      |              |                                                                                    |
| Йшов трамвай дев'ятий номер       | С. Коваль      |          |                |      |              | Україна Анімація Рейтинг «Найкращі українські фільми часів незалежності 1992–2011» |
| Урбаністична мультимедійна утопія | Оксана Чепелик |          |                |      |              | Україна Експериментальний                                                          |

## 2003
| Назва  | Режисер          | Виробник                                                                                            | Головні актори                                                           | Жанр  | Мова стрічки | Примітки                                                                                   |
| ------ | ---------------- | --------------------------------------------------------------------------------------------------- | ------------------------------------------------------------------------ | ----- | ------------ | ------------------------------------------------------------------------------------------ |
| 2003   |                  | |                                                                          |       |              |                                                                                            |
| Мамай  | Олесь Санін      | Кіностудія ім. Довженка Творче об'єднання "Земля" Західно-Європейський інститут Кіностудія "Фрески" | Ельдар Акімов Андрій Білоус Еміль Фатімаєв Сергій Романюк                | Драма | українська   | Україна Ігровий (80 хв) Рейтинг «Найкращі українські фільми часів незалежності 1992–2011»  |
| Цикута | Олександр Шапіро | TFS Production                                                                                      | Володимир Горянський Костянтин Шафоренко Артем Алексін Олександр Прищепа | Драма | російська    | Україна Ігровий (104 хв) Рейтинг «Найкращі українські фільми часів незалежності 1992–2011» |

## 2004
| Назва                                                 | Режисер                         | Виробник                     | Головні актори                                                                   | Жанр                         | Мова стрічки          | Примітки                                                                                                  |
| ----------------------------------------------------- | ------------------------------- | ---------------------------- | -------------------------------------------------------------------------------- | ---------------------------- | --------------------- | --- |
| 2004                                                  |                                 |                              |                                                                                  |                              |                       | |
| Shifting Time                                         | Оксана Чепелик                  |                              |                                                                                  |                              | українська англійська | Україна                                                                                                   |
| Залізна сотня                                         | Олесь Янчук                     | Олесь-фільм                  | Микола Боклан Олег Прімогенов Ігор Пісний Олексій Зубков В'ячеслав Василюк       | Військовий / Драма / Бойовик | українська            | Україна Ігровий (97 хв)                                                                                   |
| Зцілення коханням                                     | Бата Недич                      | Film.ua                      | Наталія Рогоза Денис Харитонов Александра Афанасьєва-Шевчук Кирило Бурдіхін      | Мелодрама                    | російська             | Україна, Росія Телевізійний серіал (8360 хв по 44 хв у серії)                                             |
| Королева бензоколонки 2                               | Олександр Кірієнко              | Телеканал «Інтер» Film.ua    | Ольга Сідорова Віллє Хаапасало Олександр Баширов Анатолій Дяченко Клара Новікова | Кінокомедія                  | російська             | Україна Телевізійний (87 хв)                                                                              |
| Між Гітлером і Сталіном — Україна в ІІ Світовій війні | Святослав Новицький             |                              |                                                                                  |                              | українська            | Україна Документальний                                                                                    |
| Путівник                                              | Олександр Шапіро                | Лазаретті 1+1                | Олексій Горбунов Віталій Лінецький Георгій Дрозд Костянтин Шафоренко             | Кінокомедія                  | російська             | Україна Ігровий (108 хв)                                                                                  |
| Украдене щастя                                        | Андрій Дончик                   | 1+1 Українська медійна група | Наталя Доля Анатолій Пашинін Олексій Богданович                                  |                              |                       | Україна Телевізійний                                                                                      |
| Хор глухонімих                                        | Оксана Чепелик                  |                              |                                                                                  |                              |                       | Україна                                                                                                   |
| Червоний ренесанс                                     | Віктор Шкурин, Олександр Фролов | Контакт                      |                                                                                  |                              |                       | Україна Документальний (150 хв) 3 частини «Пролог» (1921–1925) «Пастка» (1926–1929) «Безодня» (1930–1934) |

## 2005
| Назва                                                         | Режисер           | Виробник | Головні актори                                   | Жанр  | Мова стрічки | Примітки |
| ------------------------------------------------------------- | ----------------- | -------- | ------------------------------------------------ | ----- | ------------ | --- |
| 2005                                                          |                   |          |                                                  |       |              | |
| Далекий постріл                                               | Валерій Шалига    | Прем'єр  | Олександр Радько Максим Какаркін Валентин Барчук |       |              | Україна Ігровий (60 хв) |
| Дрібний дощ                                                   | Георгій Делієв    |          |                                                  |       |              | Україна |
| Злидні                                                        | Степан Коваль     | Пілот    |                                                  |       |              | Україна Анімація |
| Подорожні                                                     | Ігор Стрембіцький | КНУТКіТ  |                                                  | Драма |              | Україна Ігровий (10 хв) «Золота пальмова гілка» на Каннському кінофестивалі Рейтинг «Найкращі українські фільми часів незалежності 1992–2011» |
| Початок                                                       | Оксана Чепелик    |          |                                                  |       |              | Україна Документальний |
| У рамках долі — Історія 1-ї української дивізії УНА 1943—1945 | Тарас Химич       |          |                                                  |       | українська   | Україна Документальний (46 хв) |

## 2006
| Назва               | Режисер            | Виробник                          | Головні актори                                                                  | Жанр        | Мова стрічки | Примітки                 |
| ------------------- | ------------------ | --------------------------------- | ------------------------------------------------------------------------------- | ----------- | ------------ | ------------------------ |
| 2006                |                    |                                   |                                                                                 |             |              |                          |
| Аврора              | Оксана Байрак      | ІнсВестДистрибушин                | Анастасія Зюркалова Дмитро Харатьян Ерік Робертс Анастасія Меськова             | Мелодрама   |              | Україна Ігровий (115 хв) |
| Оранжлав            | Алан Бадоєв        | CineCity Production Radio Active  | Олесій Чадов, Ольга Макеєва                                                     | Мелодрама   |              | Україна Ігровий (92 хв)  |
| Помаранчеве небо    | Олександр Кірієнко | Сінема                            | Микола Чіндяйкін Олександр Лимарєв Віллє Хаапасало, Олексій Вертинський         | Мелодрама   |              | Ігровий (90 хв)          |
| Хеппі Піпл          | Олександр Шапіро   | Elefant Film Паноптікум Лазаретті | Федір Бондарчук Віталій Лінецький Катерина Віноградова Костянтин Забайкальський | Кінокомедія | російська    | Ігровий (103 хв)         |
| Чорнобильська казка | Оксана Чепелик     |                                   |                                                                                 |             |              | Україна                  |
| Штольня             | Любомир Кобильчук  | Suspense Film Артхаус Трафік      | Ольга Сторожук Олексій Забєгаєв Світлана Артамонова Сергій Стасько              | Трилер      |              | Україна Ігровий (83 хв)  |

## 2007
| Назва                       | Режисер                                           | Виробник                             | Головні актори                                                       | Жанр            | Мова стрічки | Примітки                       |
| --------------------------- | ------------------------------------------------- | ------------------------------------ | -------------------------------------------------------------------- | --------------- | ------------ | ------------------------------ |
| 2007                        |                                                   |                                      |                                                                      |                 |              |                                |
| Інді                        | Олександр Кірієнко                                | Паноптікум Тріумф                    | Олександр Балуєв Олена Бабенко Олександр Домогаров Поліна Кутепова   | Мелодрама       |              | Україна, Росія Ігровий (92 хв) |
| Богдан-Зиновій Хмельницький | Микола Мащенко Людмила Кульчицька Юлія Домбругова | Кіностудія імені Олександра Довженка | Володимир Абазопуло Денис Кокарьов Сергій Джигурда Білял Білялов     | Історична драма | українська   | Україна Ігровий (114 хв)       |
| Люблю тебе до смерті        | Олександр Кірієнко                                | Аврора Продакшн                      | Максим Аверін Вікторія Малекторович Віталій Лінецький Максим Білозір | Драма           | російська    | Україна, Росія Ігровий (89 хв) |
| Свої діти                   | Олександр Кірієнко                                | Аврора Продакшн                      | Єлизавета Арзамасова Олена Бабенко Ірина Мельник Олексій Серебряков  | Мелодрама       |              | Україна, Росія Ігровий (91 хв) |

## 2008
| Назва                                          | Режисер                    | Виробник                       | Головні актори                                                       | Жанр                      | Мова стрічки          | Примітки |
| ---------------------------------------------- | -------------------------- | ------------------------------ | -------------------------------------------------------------------- | ------------------------- | --------------------- | --- |
| 2008                                           |                            |                                |                                                                      |                           |                       | |
| Las Meninas                                    | Ігор Подольчак             | MF Films                       | Микола Вересень Любов Тимошевська Ганна Яровенко Дмитро Чернявський  | Психологічна драма        | українська французька | Україна Ігровий (99 хв) 1-й фільм режисера Номінація «Tiger Award» Міжнародний кінофестиваль в Роттердамі Рейтинг «Найкращі українські фільми часів незалежності 1992–2011» |
| Альпініст                                      | Олександр Кірієнко         |                                | Андрій Чадов Агнія Дітковскітє Григорій Антипенко                    | Драма                     |                       | Україна |
| Владика Андрей                                 | Олесь Янчук                |                                | Ірина Мак Кардл Тарас Постніков Сергій Романюк Лембіт Ульфсак        | Історичний / Біографічний | українська            | Україна |
| Вистава                                        | Сергій Лозниця             |                                |                                                                      |                           |                       | Україна, Росія Німеччина Документальний (35 хв) |
| Ворог номер один                               | Олександр Кірієнко         |                                | Оксана Акіньшина Григорій Антипенко Олесь Каціон                     |                           |                       | Україна, Росія |
| Живі                                           | Сергій Буковський          | Листопад Фільм                 |                                                                      |                           | російська             | Україна Документальний (75 хв) |
| Зйом                                           | Олександр Шапіро           | Skyhouse                       |                                                                      |                           | російська             | Україна |
| Ілюзія страху                                  | Олександр Кірієнко         |                                | Андрій Панін Олена Бабенко Олексій Горбунов Сергій Гармаш            | Трилер                    |                       | Україна |
| Кастинг                                        | Олександр Шапіро           |                                | Вікторія Мудра Світлана Вольнова Мирослав Кувалдін Віталій Лінецький |                           | російська             | Україна |
| Крила метелика                                 | Олександр Балагура         | Inspiration Films              |                                                                      |                           |                       | Україна, Франція Документальний (64 хв) |
| Маленьке життя                                 | Олександр Жовна            |                                | Кирило Сосніцький Ігор Божко Михайло Горносталь Олександр Жовна      | Драма                     |                       | Україна |
| Михайлівський Золотоверхий монастир. 900 років | Василь Вітер               | Студія ВІАТЕЛ                  |                                                                      |                           |                       | Україна Документальний (52 хв) |
| Музей                                          | Оксана Чепелик             |                                |                                                                      |                           |                       | Україна Документальний (хв) |
| Пейзаж після мору                              | Юрій Терещенко             | Inspiration Films              |                                                                      |                           |                       | Україна Документальний (60 хв) |
| Пригоди бравого вояка Швейка                   | Роберт Кромбі Манук Депоян | Ялта фільм                     |                                                                      | Комедія                   |                       | Україна Анімація (83 хв) |
| Прикольна казка                                | Роман Ширман               | Інтерфільм                     |                                                                      |                           |                       | Україна |
| Про Аліка і Льоліка                            | Артур Рені                 | ARvideo Artor                  |                                                                      |                           |                       | Україна Анімація |
| Райські птахи                                  | Роман Балаян               |                                | Андрій Кузичєв Оксана Акіньшина Олег Янковський Сергій Романюк       | Психологічна драма        |                       | Україна Рейтинг «Найкращі українські фільми часів незалежності 1992–2011»                                                                                                   |
| Реальний майстер-клас                          | Оксана Чепелик             | Національна кінематека України |                                                                      |                           |                       | Україна Документальний (52 хв) |
| Сафо. Кохання без меж                          | Роберт Кромбі              |                                | Авалон Беррі Тодд Солей Людмила Ширяєва Богдан Ступка                | Мелодрама                 |                       | Україна |
| Свіча Джеймса Мейса                            | Наталя Сущева              | Стожари                        |                                                                      |                           |                       | Україна Документальний (54 хв) |
| Серце на долоні                                | Володимир Тихий            | Pronto Film.ua                 |                                                                      |                           |                       | Україна, Польща |
| Таємничий острів                               | Кшиштоф Зануссі            |                                |                                                                      |                           |                       | Україна, Польща |
| Тринадцять місяців                             | Роберт Кромбі              |                                | Гоша Куценко Євген Гришковець Марія Міронова Світлана Немоляєва      | Бойовик / Драма           |                       | Україна |
| Як у людей, так і в нас                        | Іван Сауткін               | Pronto                         |                                                                      |                           |                       | Україна Документальний (28 хв) |

## 2009
| Назва                      | Режисер                       | Виробник                             | Головні актори                                                     | Жанр                       | Мова стрічки | Примітки                        |
| -------------------------- | ----------------------------- | ------------------------------------ | ------------------------------------------------------------------ | -------------------------- | ------------ | ------------------------------- |
| 2009                       |                               |                                      |                                                                    |                            |              |                                 |
| Blue Hour                  | Іра Цілик                     | 2332 Production                      |                                                                    |                            |              | Україна Ігровий (10 хв)         |
| Вихід                      | Ігор Копилов                  | Film.ua                              | Володимир Вдовиченков Ольга Філіппова Андрій Поліщук Дарія Орєхова | Драма / Бойовик / Кримінал |              | Україна Ігровий (90 хв)         |
| Врятуй і збережи           | Євген Сивокінь                | 2332 Production                      |                                                                    |                            |              | Україна Анімація (6 1/2 хв)     |
| День переможенних          | Валерій Ямбурський            | Кіностудія імені Олександра Довженка |                                                                    |                            |              | Україна                         |
| Дон Кіхот                  | Роберт Кромбі, Ніколас Мейєр  | Crombie Film                         |                                                                    |                            |              | Україна Анімація (85 хв)        |
| Кохати чи вбити            | Вілен Новак                   | Одеська кіностудія CE Cinema         |                                                                    |                            |              | Україна                         |
| Мелодія для катеринки      | Кіра Муратова                 | Sota Cinema Group                    |                                                                    |                            |              | Україна                         |
| Не один вдома              | Олена Фетісова                | Інтерфільм                           |                                                                    |                            |              | Україна Документальний (52 хв)  |
| Одного разу я прокинусь... | Марина Кондратьєва            | Кіностудія імені Олександра Довженка |                                                                    |                            |              | Україна                         |
| Пістолет Страдіварі        | Олексій Луканєв               | Одеська кіностудія А-1 Кино Видео    |                                                                    |                            |              | Україна, Росія Ігровий (90 хв)  |
| Філармонія                 | Максим Васянович              | Гармата фільм                        |                                                                    |                            |              | Україна Документальний (60 хв)  |
| Обійми мене                | Любомир Левицький (Кобильчук) |                                      |                                                                    |                            |              | Україна короткометражка (20 хв) |